# Карбены
Карбены — соединения двухвалентного углерода. Это нестабильные высокореакционноспособные соединения с двумя валентными электронами и общей формулой R1R2C: (два заместителя и электронная пара). Существует два состояния карбенов: синглетное и триплетное. Большинство карбенов существуют очень короткое время, хотя также известны и стабильные карбены. Зафиксировать карбены можно в аргоновой матрице при очень низких температурах. Названия карбенов являются производными от названия соответствующего валентно-насыщенного соединения с заменой окончаний «-ан», «-ен», «-ин» на «-илиден», «-енилиден», «-инилиден» соответственно. Применяется также заместительная номенклатура, например, дифенилкарбен, а для частицы CH2: сохранили название «метилен».

## Свойства
Синглетным карбеном называют тот, в котором два несвязывающих электрона со спаренными спинами находятся на одной орбитали. В триплетной форме карбена два неспаренных электрона с параллельными спинами находятся на двух орбиталях одинаковой энергии. Следствием различных электронных конфигураций является диамагнитность синглетного карбена и парамагнитность триплетного. Структура триплетного карбена может быть изучена с помощью ЭПР-спектроскопии. Кроме того синглетные и триплетные карбены обладают различной геометрией, и различной химической активностью.
В триплетном состоянии существует незамещённый CH2: карбен. В случае, если один или оба водорода замещены какой-то функциональной группой, например галогеном, такой карбен обязательно будет синглетным. Это связано с наличием у галогена неподелённой электронной пары, которую он подаёт на пустую орбиталь синглетного карбена, тем самым стабилизируя молекулу.

## Получение карбенов
Исторически первым методом генерации карбенов является элиминирование галогеноводорода из тригалогенометанов под действием сильных оснований. С помощью этого метода в качестве интермедиата был получен первый из карбенов — дихлоркарбен (Дж. Хайн 1950 г.).
{\displaystyle {\mathsf {CHCl_{3}+C_{4}H_{9}OK}}\rightarrow {\mathsf {CCl_{2}\!\!:+\ C_{4}H_{9}OH+KCl}}}
Помимо этого существуют другие методы получения карбенов. Простейший карбен может быть получен в результате разложения кетена:
{\displaystyle {\mathsf {CH_{2}\!\!=\!\!C\!\!=\!\!O}}\rightarrow {\mathsf {CH_{2}\!\!:+\ CO}}}
Наиболее употребительным способом генерации карбенов является фотолитическое, термическое или катализируемое переходными металлами разложение алифатических диазосоединений. Так, в результате разложения диазометана образуется простейший карбен:
{\displaystyle {\mathsf {CH_{2}\!\!=\!\!N\!\!=\!\!N}}\rightarrow {\mathsf {CH_{2}\!\!:+\ N_{2}}}}
Термическое или фотохимическое разложение тозилгидразонов, производных карбоновых кислот, является сходным методом генерирования моно- и диалкилкарбенов. В качестве интермедиатов в этом случае выступают диазосоединения. Также карбены получают фотохимическим разложением адамантандиазиринов.

## Стабильные карбены
Первыми свободными стабильными карбенами были производные имидазолина, имеющие объемные заместители у двух атомов азота (NHC). Позже был получен и 1,3-диметилимидазолинилиден-2 без объемных заместителей. Данные соединения чувствительны к влаге и воздуху: они присоединяют молекулы воды и кислорода к двухвалентному атому углерода. Производные стабильных карбенов активно применяются в качестве лигандов для различных катализаторов органического синтеза. К примеру, их используют для получения катализаторов метатезиса. В настоящее время предложено использовать эти карбены как очень сильные основания в неводных средах.